# Gemengde afasie
Een gemengde of globale afasie is een vorm van afasie met zowel een motorische als een sensorische component, hoewel een van beide componenten in de stoornis kan overheersen. De gemengde afasie is de meest voorkomende vorm van afasie. Hersenbloedingen of herseninfarcten beslaan over het algemeen een aanzienlijk deel van de frontale en/of temporale schors van de dominante hemisfeer (als gevolg van een occlusie van de arteria cerebri media), waardoor vaak zowel het taal- als het spraakcentrum, alsmede de verbindingen hiertussen in het proces betrokken zijn. Een zuiver expressieve of receptieve afasie is hierdoor zeldzaam.
Het niet na kunnen zeggen van zinnen of meerlettergreperige woorden (maar wel normaal na kunnen zeggen van eenletterwoorden) wijst op een conductieafasie. Hier is de verbinding (fasciculus arcuatus) tussen het voorste en achterste taalgebied gestoord.